# Stevie Hallová Ryanová
Stefanie Hallová Ryanová je fiktivní postava v australském seriálu McLeodovy dcery. Její představitelkou je Simmone Jade Mackinnon.

## Rose
V 15 letech Stevie otěhotněla a tím se její už tak špatný vztah s rodiči ještě více zhoršil. Porodila dceru, které dala jméno Rose. V 15 letech ale ještě nebyla zralá na výchovu dítěte, a tak předala svoji dceru své starší sestře Michelle. Poté z domova odešla a protloukala se, kde se dalo. 
Celé roky si Rose myslela, že Stevie je její teta. Má Stevie moc ráda a jsou velmi dobré kamarádky. Ale po sedmnácti letech se Michelle a Stevie rozhodly, že Rose řeknou pravdu. Rose je z toho velice nešťastná a zmatená z Drovers Run odjíždí. Ale po čase Rose přijíždí na farmu na školní praxi. Po několika hádkách a nedorozumění si Stevie a Rose k sobě nalézají cestu jako matka s dcerou.

## Drovers Run
Stevie na Drovers Run přijíždí za svojí nejlepší kamarádkou Claire. Ta je z ní nadšená a když se dozvídá, že potřebuje práci, nabízí jí místo správce. Stevie práci přijímá, ale Claiřina sestra Tess s tím nesouhlasí, avšak její energie a dobrosrdečnost způsobí, že Tess se Stevie spřátelí. Po Claiřině smrti je pro Tess velkou oporou.
Když Stevie prodá svoje malé bohatství – opály, část získaných peněz investuje do Drovers Run, a tak se stává spolumajitelkou farmy. Po odjezdu Tess s manželem Nickem přebírá Stevie vedení farmy.

## Alex
Stevie vždy brala Alexe jako nejlepšího přítele. Časem ale začíná zjišťovat, že její city nejsou jen přátelské. Ovšem než mu to stačí říci, Alex si přivádí na Killarney svou přítelkyni, kterou nedávno poznal ve městě - Fionu Webbovou. Po pár dnech oznamují své zasnoubení. Stevie je nešťastná, ale nechce Alexovi nic říkat, vidí že je šťastný. 
Fiona se zraní a při prohlídce lékařka zjistí, že Fiona nemůže mít děti. Fiona to Alexovi neřekne, protože má strach, že si jí nevezme. Alex často odjíždí na Drovers Run a za kamarádkou Stevie. Fiona začíná žárlit. Má strach, aby ji Alex neopustil a proto řekne Alexovi, že je těhotná. Alex je štěstím bez sebe a svatba bude dřív. 
Jednoho dne jede Fiona na koni a spadne z něj. Stevie je u toho a diví se, že Fiona nemá strach o dítě a nejde k doktorovi. Stevie se dovtípí, že Fiona těhotenství jen předstírá a vyhrožuje jí, že to řekne Alexovi - v předvečer svatby. 
Fiona ráno jede k Alexovi a přemluví jej, aby se vzali už ráno a tajně. Stevie přijíždí na koni a zdálky vidí, že svatba Alexe a Fiony je už u konce. Přijela pozdě. 
Fiona o pár týdnů později sehrává potrat. Alex je zdrcený, ale o pár dní později uslyší rozhovor Fiony se Sandrou a dozvídá se, že Fiona nebyla těhotná. Následuje velká hádka Fiony s Alexem. Alex je zdrcený a hádá se i se Stevie, když se dozví, že to věděla a nic mu neřekla. Alex už nedokáže Fioně věřit. Jeho city slábnou a čím více slábnou, tím více sílí jeho city ke Stevie. Při několika příležitostech se Stevie s Alexem políbí. Stevie ale nechce mít s Alexem poměr, dokud je ženatý. Alex se rozhodne Fioně říci pravdu, ale není to tak jednoduché. Nakonec se s Fionou rozvádějí.
Alex a Stevie jsou konečně spolu. Za nějaký čas mají pohádkovou svatbu a čekají dítě.
Když je Stevie v devátém měsíci, tak při procházce s Alexem se na Alexe zkácí strom. Alex umírá a Stevie zůstává sama. Den na to se Stevie narodí chlapeček, kterého pojmenovala Alexander. Všichni mu ale budou říkat Xander.